# Nhưỡng Tứ Xích
Nhưỡng Tứ Xích (tiếng Trung: 壤駟赤; bính âm: Rang-si Chi), hay Nhương Tứ Xích (穰駟赤), tự Tử Đồ (子徒) hay Tử Tùng (子從), tôn xưng Nhưỡng Tử (壤子), sau sửa lại làm Nhưỡng Tứ Tử (壤駟子), người nước Tần thời Xuân thu, là một trong thất thập nhị hiền của Nho giáo.

## Cuộc đời
Nhưỡng Tứ Xích từ nước Tần đến nước Lỗ cầu học, được Khổng Tử thu làm đệ tử nhập thất, dạy về lễ chế. Nhưỡng Tứ Xích cùng Tần Tổ, Thạch Tác Thục được tôn thờ là Lũng Thượng nho học hiền (隴上儒學賢). Năm 72, thời Hán Minh Đế, Nhưỡng Tứ Xích được phối thờ trong Khổng miếu.